# Leiognathus
Leiognathus is een geslacht van straalvinnige vissen uit de familie van ponyvissen (Leiognathidae).

## Soorten
- Leiognathus aureus Abe & Haneda, 1972
- Leiognathus berbis (Valenciennes, 1835)
- Leiognathus brevirostris (Valenciennes, 1835)
- Leiognathus daura (Cuvier, 1829)
- Leiognathus dussumieri (Valenciennes, 1835)
- Leiognathus equulus (Forsskål, 1775)
- Leiognathus lineolatus (Valenciennes, 1835)
- Leiognathus longispinis (Valenciennes, 1835)
- Leiognathus oblongus (Valenciennes, 1835)
- Leiognathus parviceps (Valenciennes, 1835)
- Leiognathus robustus Sparks & Dunlap, 2004
- Leiognathus striatus James & Badrudeen, 1991